# Эрлангер, Карло фон
Барон Карло фон Эрлангер (нем. Carlo von Erlanger; 5 сентября 1872 года, Ингельхайм-ам-Райн — 4 сентября 1904 года, Зальцбург) — немецкий орнитолог и путешественник; в честь которого названы африканские птица Calandrella erlangeri и пресноводная лягушка Ptychadena erlangeri.

## Биография
С 1891 года изучал орнитологию в Лозаннском университете. Предпринял с научной целью путешествия в 1896—1897 г. в Тунис и в 1899—1901 г. в южную Абиссинию и в страны Галла и Сомали. Погиб в автомобильной аварии.

## Творчество
Научные результаты описаны в:

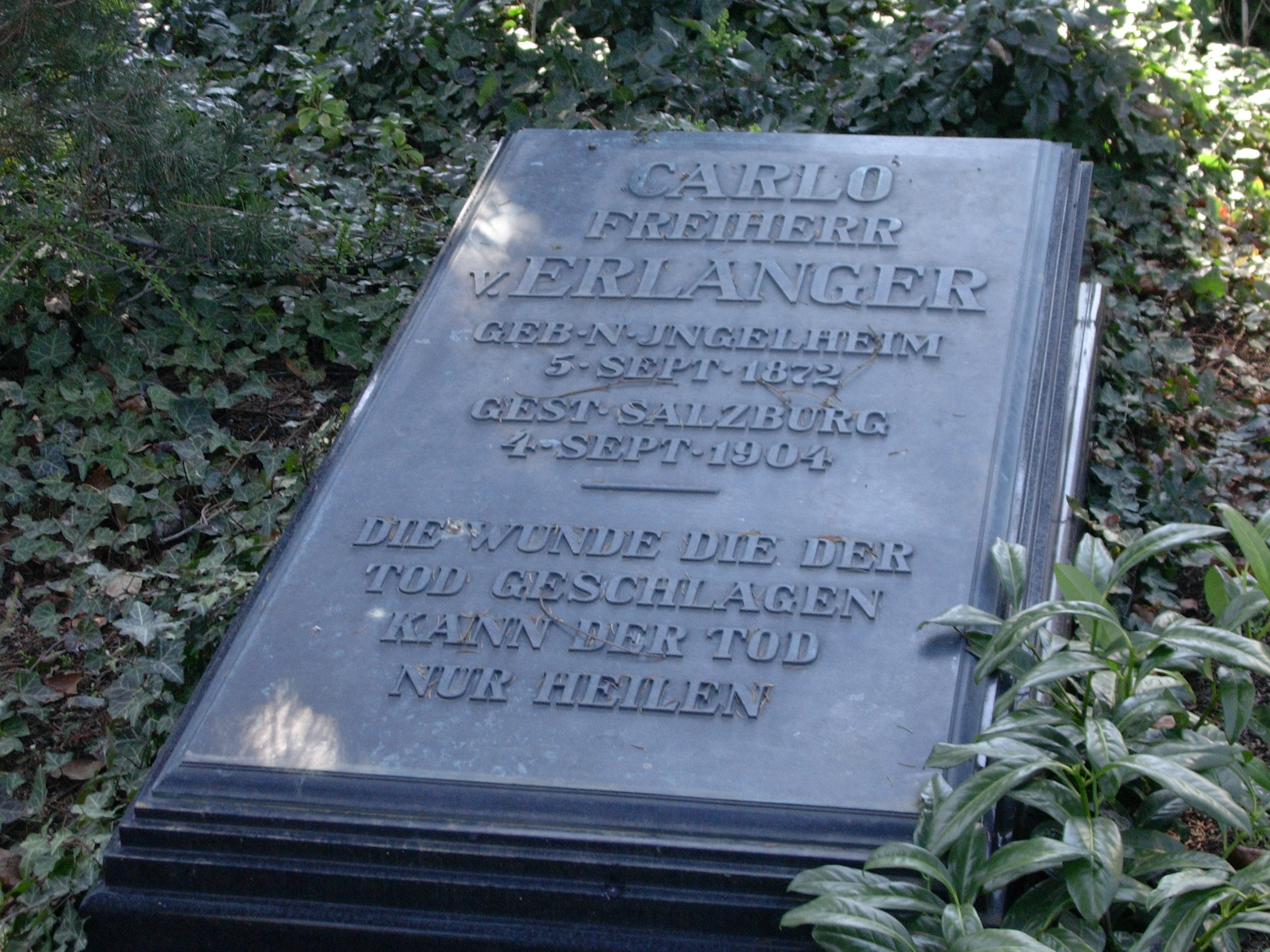
Могильная плита Эрлангера на кладбище Nieder-Ingelheim

- «Eine ornithologische Forschungsreise durch Tunesien» (1899);
- «Meine Reise durch Süd-Schoa Galla und Somali-Länder» («Verhandl. d. deutsch. Kolonialges.», 1901—2);
- «Zoogeographie von Abyssinien, Galla und Somaliländer» («Ber. Senckenb. Naturforsch. Ges.», 1902);
- «Beiträge zur Kenntnis der Gruppe der Edelfalken» («Journ. f. Ornithol.», 1903);
- «Beiträge zur Vogelfauna Nord-Ost-Afrika’s» (там же, 1904).